# Эзау, Кэтрин
Кэ́трин Эза́у (Екатери́на (Катари́на) Ива́новна Эзау, 16 апреля (3 апреля) 1898, Екатеринослав, Украина — 4 апреля 1997, Санта-Барбара, Калифорния, США) — немецкий и американский ботаник, доктор наук (1932, Беркли), профессор, член Национальной академии наук в Вашингтоне (1957). Её учебник «Анатомия растений» по глубине научного изложения и популярности относится к классической мировой ботанической литературе.

## Биография
Кэтрин Эзау — потомок немцев-меннонитов, приглашённых в Россию правительством для развития сельского хозяйства и закрепившихся в Екатериславской губернии в колониях-поселениях. Отец К. Эзау — Иван Эзау был городским головой Екатеринослава в 1905—1909 гг. и 1918 г. После революции в Германии   и ухода немцев с Украины в конце 1918 года семья Эзау вынуждена эмигрировать из Украины, сначала в Германию, а позже, получив приглашение немцев-меннонитов,  — в США (1922). Семья нашла поддержку в США и стала активным участником жизни американской меннонитской общины.
Обучалась в Екатеринославской женской гимназии, Московском Голицинском женском сельскохозяйственном колледже, а после эмиграции из России (1918) в Берлинском аграрном колледже . После переезда в США (1922) продолжила обучение в Калифорнийском университете в Дэвисе.
В 1932—1963 годах — преподаватель Калифорнийского университета в Беркли, доктор наук (1932), профессор ботаники. Ещё в Германии К. Эзау заинтересовалась исследованиями, направленными на улучшение сахарной свеклы (болезни растения и сопротивление вирусам). В США она расширила сферу исследовательских интересов — перешла к фундаментальному изучению анатомии растений.
В 1963 году К. Эзау оставила Беркли и начала работать со своим давним коллегой В. Чидлом в Калифорнийском университете в Санта-Барбаре, где В. Чидл был ректором. Она проработав в этом университете до 1992 года. 
Эзау скончалась 4 июня 1997 года в Санта-Барбаре (Калифорния, США).

## Научное признание и награды
В 1957 году К. Эзау была избрана в Национальную академию наук США, став шестой женщиной, удостоенной членства в этом научном сообществе. В 1989 году президент США Джордж Буш вручил К. Эзау Национальную научную медаль США.

## Основные научные труды
- Esau, Katherine, Anatomy Of Seed Plants, 2nd Ed, John Wiley & Sons, Inc (1977), ISBN 0-471-24520-8
- К. Эзау. Анатомия растений. — М.: Мир, 1969.
- К. Эзау. Анатомия семенных растений [в 2-х кн.] = Anatomy of Seed Plants / пер. с англ. А. Е. Васильева, Ю. В. Гамалея, М. Ф. Даниловой; Под ред. акад.  А. Л. Тахтаджяна. — М.: Мир, 1980. — Т. 1. — 215 с.
- К. Эзау. Анатомия семенных растений [в 2-х кн.] = Anatomy of Seed Plants / пер. с англ. А. Е. Васильева, Ю. В. Гамалея; Под ред. акад.  А. Л. Тахтаджяна. — М.: Мир, 1980. — Т. 2. — 218 с.